# 파르가나
파르가나(벵골어: পরগনা, 힌디어: परगना, 우르두어: پرگنہ) 또는 파르가나흐, 페르군나흐(델리 술탄국, 무굴 제국, 영국령 인도 시대)는 인도 아대륙의 옛 행정 단위였으며 각 파르가나들은 때때로 피르들로 세분화되기도 한다. 이러한 세입단위는 주로 이슬람 왕국에서 사용되었지만 배타적으로 사용된 것은 아니다. 독립 후 파르가나는 블록/타실과 동등하게 되었고 피르는 그람판차야트가 되었다.
파르가나는 델리 술탄국에 의해 도입되었다. 파르가나는 세입단위로서 최소 세입단위인 여러 개의 무자들로 구성되며, 하나 이상의 마을과 주변 전원으로 구성된다.
셰르 샤 수리 치하에서 '''시크다르'''(경찰총장), '''아민''' 또는 '''문시프'''(세입을 평가하고 징수하는 중재자), '''카르쿤'''(기록 보관자) 등 다른 장교들이 합류하며 파르가나의 행정력이 강화되었다.

## 무굴 시대
16세기에 무굴 황제 악바르는 제국을 수바(주 또는 속주)로 나누었으며, 수바는 다시 사르카르(구)들로 나뉘었으며, 사르카르는 파르가나(테실)들로 나뉘었다. 무굴 시스템에서 파르가나는 사르카르의 지역 행정 단위의 역할을 했다. 개별 파르가나는 파르가나 다스투르라고 알려진 토지 권리와 책임에 관한 일반적인 관습을 준수했으며, 각 파르가나는 임대료, 수수료, 임금, 도량 및 측정에 관한 고유한 관습을 가지고 있었다.
파르가나는 여러 개의 타라프로 구성되었으며, 이는 여러 마을과 무인 산 및 숲으로 구성되었다.

## 영국령 인도 시대
영국의 입김이 벵골을 시작으로 옛 무굴 수바들로 확대되었는데, 처음에는 파르가나 제도를 그대로 유지했지만 찰스 콘월리스 주지사 아래 1793년 영구 정착촌을 제정해 자민다르를 농촌 토지의 절대 소유자로 만드는 자민다리 제도에 유리하게 돌아가도록 파르가나 제도 및 파르가나 다스투르와 파르가나 니리크를 폐지했으며, 파르가나의 역할은 테실 또는 탈룩으로 나뉜 구역으로 대체되었다. 파르가나 제도가 폐지된 이후에도 파르가나는 토지 조사, 마을 식별 및 법원 법령에서 계속 지리적 용어로 중요하게 남아 있었다.

## 독립 이후
파르가나 제도는 통크와 과리오르를 포함한 몇몇 번왕국에서 지속되었다. 파르가나는 1947년 인도와 파키스탄의 독립 이후 거의 완전히 사라졌지만, 그 용어는 인도의 서벵골주에 있는 노스24 파르가나구와 사우스24 파르가나구와 같은 지명에서 계속 사용되고 있다.

## 참고 문헌
- Hunter, William Wilson, Sir, et al. (1908). Imperial Gazetteer of India, Volume 12. 1908–1931; Clarendon Press, Oxford.
- Markovits, Claude (ed.) (2004). A History of Modern India: 1480-1950. Anthem Press, London.